# Sigurd Thomasson

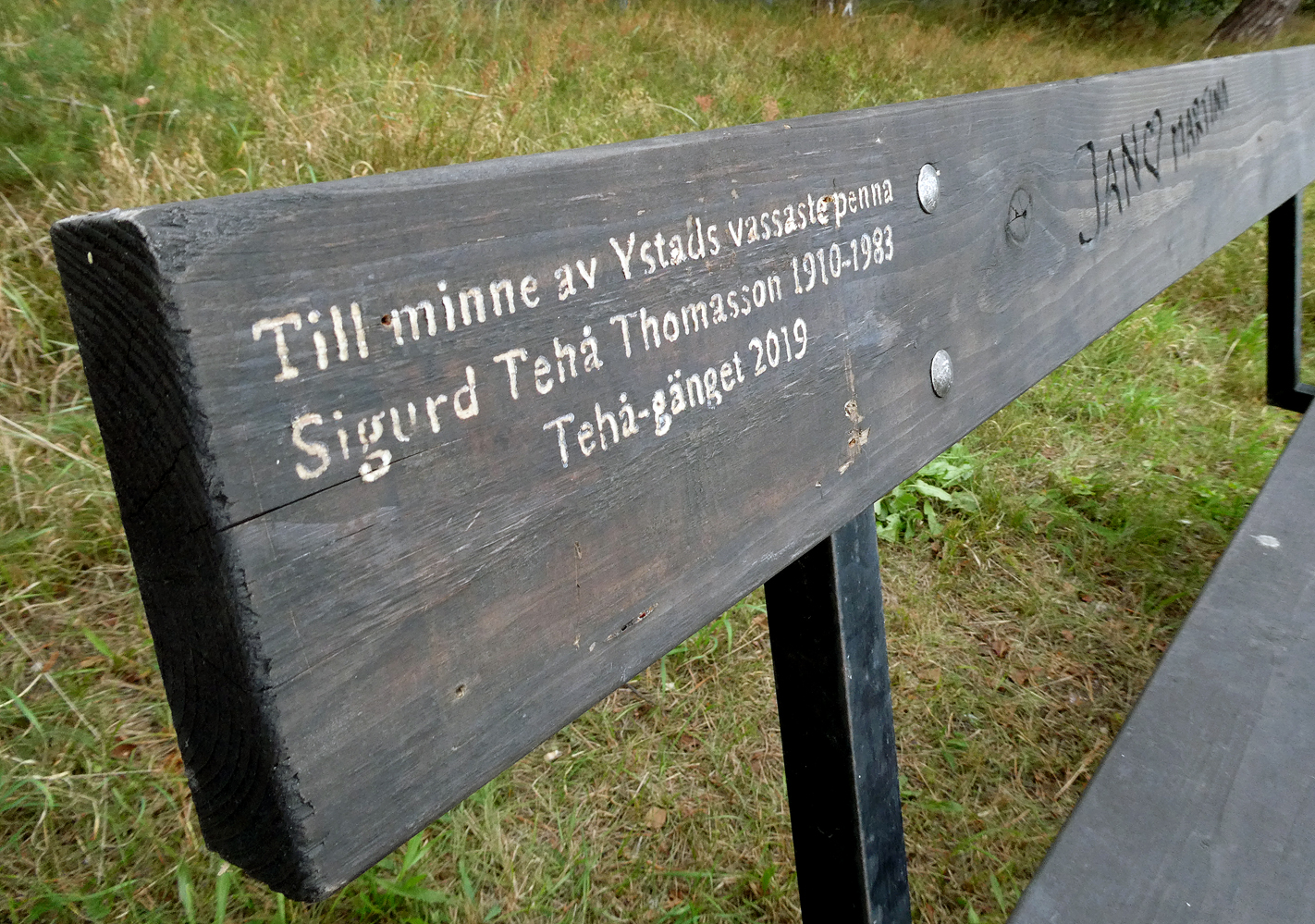
Inskrift på en bänk i Ystad till minne av Sigurd Thomasson.

Nils Johan Sigurd Thomasson, född 11 maj 1910 i Ystad, död 9 augusti 1983 i Ystad, var en svensk journalist, författare och friidrottare. Han tävlade för Ystads IF och vann SM-guld i femkamp år 1934.

## Biografi
Sigurd Thomasson var son till sjökaptenen Josef Thomasson och dennes hustru Johanna och yngst bland sju syskon. Han bodde bodde hela sitt liv i Ystad, först i områdena Revhusen och Tobakshejdan ungefär där färjehamnen ligger idag, och från slutet av 1950-talet i området Fridhem. Efter realskola, gymnasium, en kort period i det militära (en ”knallpulverepisod” som han kallade det)  och en tid vid polisen debuterade han 1930 som tidningsskribent i Ystads Allehanda. Från 1931 fram till tidningens upphörande 31 december 1957 var han skribent på den socialdemokratiska Aurora, den sista tiden som chefredaktör. Därefter medverkade han åter i Ystads Allehanda och i tidningen Arbetet som krönikör. Han var allmänt känd under signaturen Tehå.

### Idrott
Idrotten betydde mycket för Sigurd Thomasson. I sin ungdom var han aktiv friidrottare med personliga rekord av god nationell standard; 11,1 på 100 meter, 23,2 på 200 meter och 718 cm i längdhopp. Han tävlade för Ystads IF och vann individuellt SM-guld i femkamp 1934.

### Skribent
Redan som tonåring övade Thomasson på att formulera sig i ord, han skrev dagbok. I dagböckerna visade han dessutom att han var en skicklig tecknare med uttrycksfulla porträtt av lärare och Ystadsprofiler. Dagböckerna finns nu på Ystads stadsarkiv.
Sin tidningsbana började han med att skriva idrottsreferat men blev sedan allmänredaktör. Han skrev om allt; sport, filmrecensioner, kommunala sammanträden, politiska ledartexter och mycket annat. Mest uppskattade blev kanske de krönikor eller kåserier han skrev i Aurora under rubriken ”På tapeten”. Han var egensinnig och blandade stort och smått. Det som skulle vara ett referat av ett fullmäktigesammanträde kunde förvandlas till en beskrivning av ledamöternas slipsar. När han var utsänd till Stockholm för att referera ett evenemang med Gunder Hägg på Stockholms stadion slank en kanin in på arenan. Thomasson valde då att ägna huvuddelen av texten åt kaninen. Han kunde följa en linje i berättandet men sedan fastna på en detalj.
Aurora lades ner vid årsskiftet 1957/58 på grund av dålig lönsamhet. Aurora var socialdemokratisk men kunde också uppskattas av dem som hade andra sympatier, inte minst för Tehås texter. Under Aurora-tiden anlitades han också för att författa jubileumsskrifter åt olika organisationer, främst inom arbetarrörelsen. Libris nämner ett tiotal.
Efter nedläggningen av Aurora arbetade han en kort tid på tidningen Arbetet och skrev kåserier för Ystads Allehanda under signaturen Lord Laban. Han publicerade en historik över hemstaden, Ystad – famntaget mellan forntid – framtid (1966) och gav ut ett antal kåserisamlingar men skrev inte många nya texter. 1990 gav Ystads arbetarekommun ut ”Från mörkret mot ljuset”, en samling texter av Sigurd Thomasson om Ystads arbetarrörelse under ett århundrade.

## Kulturpris och teateruppsättning
Sigurd Thomasson föreslogs redan 1966 som mottagare av Ystads kommuns kulturpris och flera gånger senare. När han 1977 fick priset var det med motiveringen att han ägde ”en förmåga att med en ådra av allvar och stilistisk fulländning skildra sin hembygd”.
År 2019 satte ett teatersällskap under ledning av Bror Tommy Borgström upp Tehå:s Ystad på Biografteatern Scala. Föreställningen byggde på Thomassons texter. Den blev en stor succé och framfördes nio gånger för utsålda hus.

## Citat

### Av Tehå inför nedläggningen av Aurora
"– Aurora hade dansat in som en yster och trotsig vårvind i Ystads kvava och tillbommade idyll, virvlat om bland dammiga peruker och avslöjat tomheten under dem, lekfullt lyft på hyckleriets frasiga sidenkjolar och blottat de solkiga spetsarna samt till och med haft fräckheten att skaka spader knekt ur prästkappans hjärtficka.
– Överheten var nära att tappa pincenén till att börja med och kom sig inte för med annat än att smygläsa, häpna och svälja. Men var lugn för att det kokte under den gamla familjekastrullens blanka lock".

### Om Tehå
”Tehå var en säregen tidningsman med raljant stil och ett måleriskt språk. Högst provinsiell, starkt knuten till sin stad bland vars original och bisarra händelser han hämtade stoff till sina skriverier”.
”Det var de små vardagshändelserna som fångade Tehås intresse som tidningsman – och de enkla människorna. Det är han som gjort Kattahued, Rövaren, Rocken fäller, Dockehued, Skåp-Olle och många andra ystadsoriginal till litterära figurer i sex kåserisamlingar.”
”Det är som hos Piratens berättelser, allt har inte hänt, det skulle kunna hända och en dag händer det.” [- - -] ”När karaktären Tehå ska fångas används inte sällan ord som inåtvänd, tystlåten, blyg, allvarlig, fridsam, bohemisk, lekfull och bisarr.”